# 網紋麗蟹

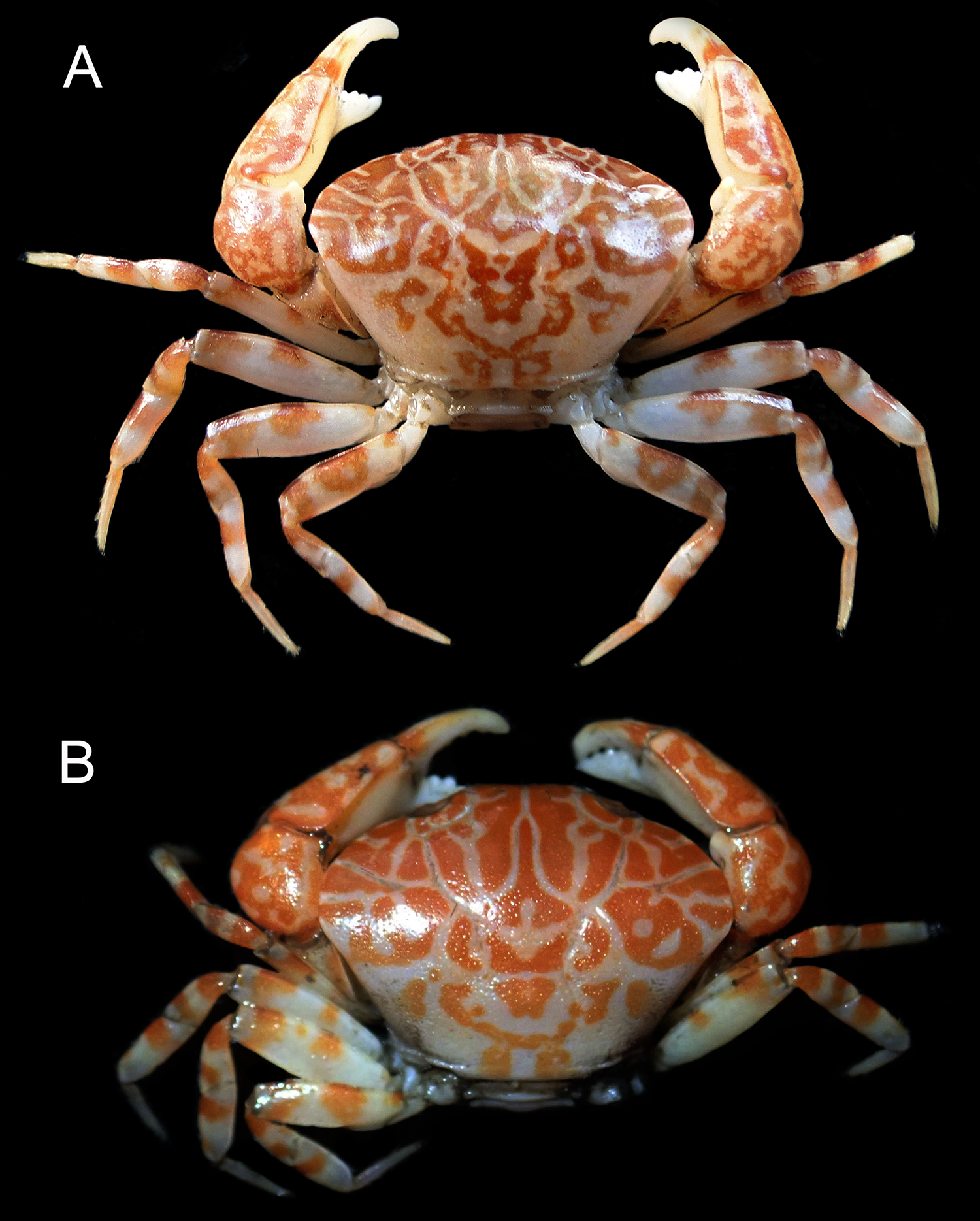
网纹丽蟹图片

網紋麗蟹（學名：Pulcratis reticulatus）是扇蟹科熟若蟹亞科麗蟹屬的唯一物種。